# Hastings Kamuzu Banda
Hastings Kamuzu Banda (15 de febrero de 1898- 25 de noviembre de 1997) fue un médico y político que llegó a ser el primer presidente de Malaui. Gobernó desde el 6 de julio de 1966 hasta mayo de 1994. También fue primer ministro entre 1964 y 1966.
Banda realizó gran parte de sus estudios en el exterior y volvió a su país en 1958, denunciando el colonialismo. Después de conflictos de partidarios de la independencia y autoridades coloniales, Banda fue encarcelado en 1959. Ese mismo año funda el Partido del Congreso de Malaui (Malawi Congress Party - MCP).
Con la independencia del país el 6 de julio de 1964, Banda se convierte en el primer ministro durante los dos primeros años. En 1966 llega a presidente, y a partir de 1971, presidente vitalicio. Banda suprime toda la oposición y encarcela a sus líderes.
En política interior, favorece una forma de tribalismo.
Reconocido líder  anticomunista en África, recibió el apoyo del Bloque Occidental durante la Guerra Fría. En general, apoyó los derechos de la mujer, mejoró la infraestructura del país y mantuvo un buen sistema educativo en relación con otros países africanos. Sin embargo, presidió uno de los regímenes más represivos de África, una era en la que los opositores políticos fueron torturados y asesinados con regularidad. Los grupos de derechos humanos estiman que al menos 6000 personas fueron asesinadas, torturadas y encarceladas sin juicio. Hasta 18 000 personas fueron asesinadas durante su gobierno, según una estimación. Recibió críticas por mantener plenas relaciones diplomáticas con el gobierno del apartheid en Sudáfrica.
En 1993, en medio de una creciente presión nacional e internacional, accedió a celebrar un referéndum que puso fin al sistema de partido único. Poco después, una asamblea especial puso fin a su presidencia vitalicia y lo despojó de la mayoría de sus poderes. Banda se postuló para presidente en las elecciones democráticas que siguieron y fue derrotado. 
Banda murió en un hospital de Sudáfrica el 25 de noviembre de 1997. Se estima que la fortuna personal que acumuló durante los años que gobernó superaba los 320 millones de dólares estadounidenses.

## Primeros años

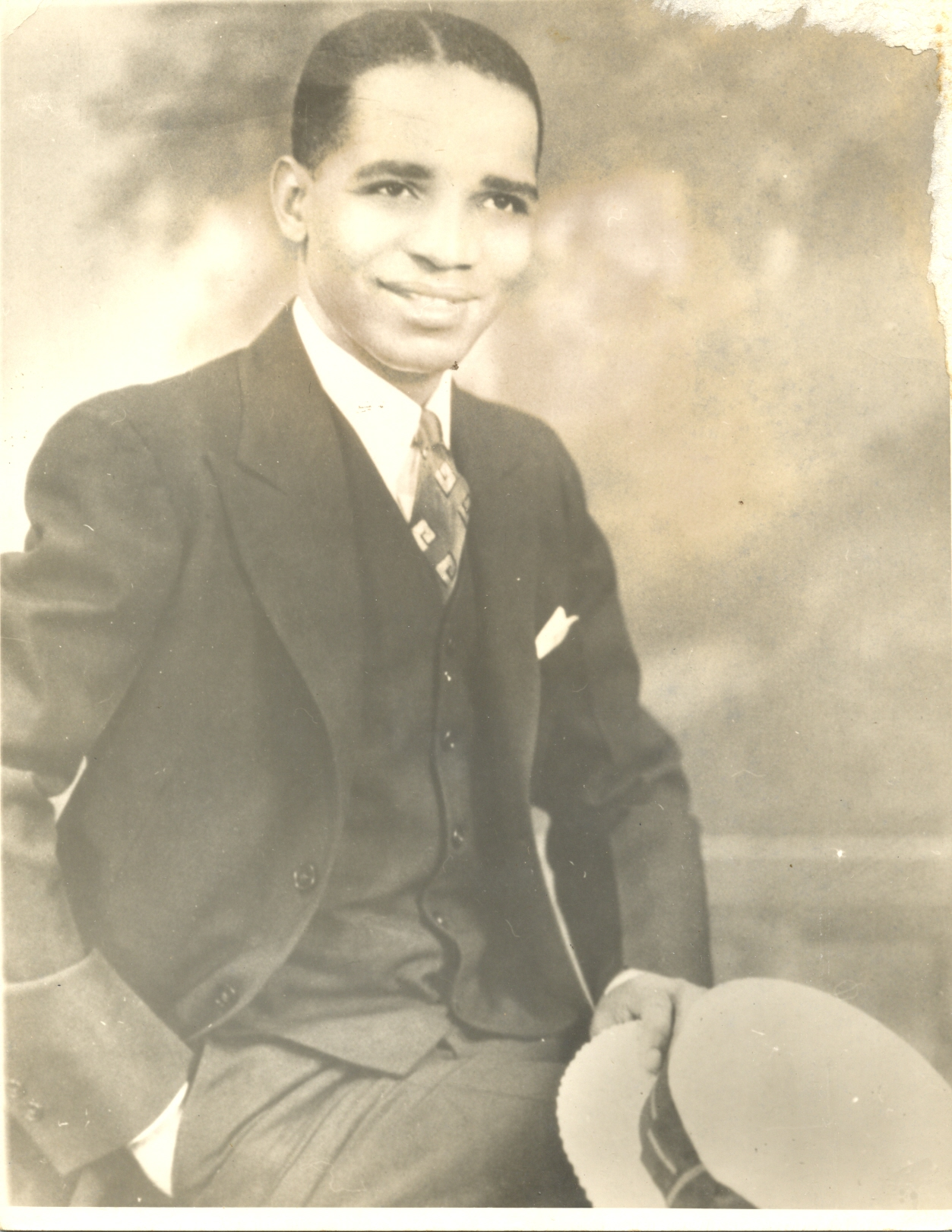
El joven Hastings Banda

Kamuzu Banda nació como Akim Kamnkhwala Mtunthama Banda cerca de Kasungu en Malaui (entonces África Central Británica), hijo de Mphonongo Banda y Akupingamnyama Phiri. Se desconoce su fecha de nacimiento, ya que tuvo lugar cuando no existía documentación de registro de nacimientos, pero el propio Banda solía dar como fecha de nacimiento el 14 de mayo de 1906. Más tarde, cuando un amigo, el Dr. Donal Brody, le presentó pruebas de ciertas costumbres tribales, Banda dijo: Nadie sabe la hora, la fecha, el mes o el año en que nací, aunque ahora acepto las pruebas que me dan: marzo o abril de 1898.
Dejó la escuela de su pueblo, cerca de Mtunthama, para ir a casa de sus abuelos maternos y asistir a la escuela primaria de Chayamba, en Chikondwa. En 1908, se trasladó a la estación misionera de Chilanga y fue bautizado en 1910.
El nombre Kamnkhwala, que significa "pequeña medicina", fue sustituido por Kamuzu, que significa "pequeña raíz". El nombre Kamuzu se le dio porque fue concebido después de que un curandero diera a su madre hierbas de raíz para curar la infertilidad. Adoptó el nombre de pila de Hastings tras ser bautizado en la Iglesia de Escocia por el Dr. George Prentice, escocés, en 1910, poniéndole el nombre de John Hastings, un misionero escocés que trabajaba cerca de su pueblo y al que admiraba. El prefijo "doctor" se lo ganó gracias a su educación.
Alrededor de 1915-16 Banda salió de su casa a pie con Hanock Msokera Phiri, un tío que había sido profesor en la cercana escuela misionera de Livingstonia, hacia Hartley, Rodesia del Sur (actualmente Chegutu, Zimbabue). Al parecer, quería matricularse en el famoso instituto misionero presbiteriano escocés Lovedale de Sudáfrica, pero completó su educación estándar-8 sin estudiar allí. En 1917 partió a pie hacia Johannesburgo en Sudáfrica. Trabajó en la Witwatersrand Deep Mine en el arrecife de Transvaal durante varios años. Durante este tiempo, conoció al obispo William Tecumseh Vernon de la Iglesia Episcopal Metodista Africana (AME), que le ofreció pagar su matrícula en una escuela metodista de Estados Unidos si podía pagar su propio pasaje. En 1925, partió hacia Nueva York.

## Vida en el extranjero (1925-1958)

### Estados Unidos
Banda estudió en la sección de secundaria del Instituto Wilberforce, una universidad afroamericana de AME (miembro de AME), ahora conocida como Central State University, en Wilberforce, Ohio, y se graduó en 1928 con diploma. Con su apoyo financiero ahora terminado, Banda ganó algo de dinero en charlas organizadas por el educador  ghanés Kweyir Aggrey, a quien había conocido en Sudáfrica.
Durante su período allí, colaboró con el antropólogo y lingüista afroamericano Mark Hanna Watkins, brindándole información sobre su idioma nativo  chewa. Esto condujo a la publicación de un libro de gramática de la lengua. En Chicago se alojó con una afroamericana, Corinna Saunders. Se especializó en historia y se graduó con un grado de bachillerato en Filosofía, en 1931.
Durante este tiempo disfrutó del apoyo financiero de la Sra. Smith, cuyo esposo, Douglas Smith, había hecho fortunas con medicamentos patentados y pasta de dientes Pepsodent y como miembro de la junta directiva de Eastman Kodak. Luego, aún con el apoyo financiero de estos y otros benefactores (incluido Walter B. Stephenson de Delta Electric Company), estudió medicina en Meharry Medical College en Tennessee, donde obtuvo un título de médico en 1937. Banda se convirtió en la segunda persona de Malaui en recibir un título de médico, después de Daniel Sharpe Malekebu.

### Reino Unido
Entre 1941 y 1945 trabajó como médico en North Shields , cerca de Newcastle upon Tyne. Era inquilino de la Sra. Amy Walton en ese momento en Alma Place en North Shields y le enviaba una tarjeta de Navidad todos los años hasta su muerte a fines de la década de 1960. En 1944 conoció a Merene French, la nuera de uno de sus pacientes, y comenzó una relación con ella. Después de la Segunda Guerra Mundial, estableció una práctica en el suburbio londinense de Kilburn y se volvió políticamente activo al unirse al  Partido Laborista y al Fabián Colonial Bureau, que fue fundado en 1940.
Banda se mudó a Londres en 1945, dos meses después del armisticio, y compró una plaza de prácticas en el suburbio de Harlesden, en el norte de Londres. Inicialmente, se quedó en la casa de la Sra. French, y el Sr. French se unió a ellos en octubre de 1945.
En 1945, a instancias del jefe Mwase de Kasungu, al que había conocido en Inglaterra en 1939, y de otros malawianos políticamente activos, representó al Congreso Africano de Nyasalandia en el V Congreso Panafricano de Mánchester. A partir de ese momento, se interesó cada vez más por su tierra natal, asesorando al Congreso y proporcionándole cierto apoyo financiero. Con la ayuda de británicos simpatizantes, también ejerció presión en Londres en nombre del Congreso.

### Federación de Rodesia y Niasalandia y traslado a Ghana
Banda se opuso activamente a los esfuerzos de Sir Roy Welensky, un político de Rhodesia del Norte, para formar una federación entre Rhodesia del Norte y del Sur con Niasalandia, una medida que temía que resultaría en una mayor privación de derechos para los negros de Niasalandia. La federación "estúpida", como él la llamó, se formó en 1953.
Se rumoreaba con cierto entusiasmo que regresaría a Nyasalandia en 1951, pero en cambio se mudó a  Costa de Oro en África Occidental. Fue allí en parte debido a un escándalo que involucró a su recepcionista en Harlesden, Merene French (Sra. French); a pesar de los informes de que ella quedó embarazada de su hijo, esto nunca se ha confirmado. Banda fue citado como codemandado en el divorcio del Sr. French y acusado de adulterio con dicha señora. La sra; French siguió a Banda a África occidental, pero él no quiso saber nada más de ella. Ella murió en 1976.

### Vuelta a casa
Varios líderes influyentes del Congreso, incluidos Henry Chipembere , Kanyama Chiume , Dunduzu Chisiza y TDT Banda (sin relación) le suplicaron que regresara a Nyasaland para asumir el liderazgo de su causa. Una delegación enviada a Londres se reunió con Banda en el puerto de Liverpool , donde estaba haciendo arreglos para regresar a Ghana. Aceptó regresar, pero pidió algo de tiempo para resolver algunos asuntos privados, probablemente buscando limpiar su nombre político después de la debacle de la Sra. French.[cita requerida] La delegación regresó sin él y procedió a hacer arreglos para su inminente regreso. Después de dos comienzos en falso, incluido un altercado entre la policía y multitudes africanas que amenazaban con asaltar un avión de la  BOAC que se rumoreaba que transportaba al Dr. Banda en el  aeropuerto de Chileka, Banda finalmente hizo una presentación el 6 de julio de 1958 después de una ausencia de unos 42 años. En agosto, en Nkata Bay, fue aclamado como líder del Congreso.

## Regreso a Niasalandia
Pronto comenzó a recorrer el país, hablando en contra de la  Federación Centroafricana (también conocida como la Federación de Rhodesia y Nyasaland ) e instando a sus ciudadanos a convertirse en miembros del partido. Supuestamente, estaba tan fuera de práctica en su Chichewa natal que necesitaba un intérprete, un papel que aparentemente fue interpretado por John Msonthi y más tarde por John Tembo, quien permaneció cerca de él durante la mayor parte de su carrera). Fue recibido con entusiasmo dondequiera que habló, y la resistencia al imperialismo entre los malawianos se hizo cada vez más común. Para febrero de 1959, la situación se había vuelto lo suficientemente grave como para que las tropas de Rhodesia volaran para ayudar a mantener el orden y se declaró el estado de emergencia. El 3 de marzo, Banda, junto con cientos de otros africanos, fue arrestado en el curso de la «Operación Amanecer». Fue encarcelado en Gwelo (ahora Gweru ) en Rhodesia del Sur, y Orton Chirwa asumió temporalmente el liderazgo del Partido del Congreso de Malaui (el Congreso Africano de Nyasaland con un nuevo nombre) , quien fue liberado de prisión en agosto de 1959.

### Liberación de prisión y camino hacia la independencia
Mientras tanto, el estado de ánimo en Gran Bretaña llevaba mucho tiempo moviéndose hacia la descolonización debido a la presión de sus colonias. Banda salió de prisión en abril de 1960 y casi de inmediato fue invitado a Londres para mantener conversaciones encaminadas a lograr la independencia. Se celebraron elecciones en agosto de 1961. Si bien Banda fue técnicamente nombrado ministro de Tierras, Recursos Naturales y Gobierno Local, se convirtió de facto en primer ministro de Nyasalandia, título que se le concedió formalmente el 1 de febrero de 1963. Él y sus compañeros ministros del MCP rápidamente amplió la educación secundaria, reformó los llamados Tribunales Nativos, puso fin a ciertos aranceles agrícolas coloniales e hizo otras reformas. En diciembre de 1962, R. A. Butler, Secretario de Estado británico para Asuntos Africanos, esencialmente acordó poner fin a la Federación.
Fue el propio Banda quien eligió el nombre "Malawi" para la antigua Nyasalandia; lo había visto en un antiguo mapa francés como el nombre de un "lago Maravi" en la tierra de los Bororos, y le gustaba el sonido y la apariencia de la palabra como "Malawi". El 6 de julio de 1964, exactamente seis años después del regreso de Banda al país, Nyasalandia obtuvo la independencia y pasó a llamarse Malaui.

## Líder de Malaui

### Crisis del gabinete de 1964
Apenas un mes después de la independencia, Malaui sufrió la crisis del gabinete de 1964. Banda ya había sido acusada de tendencias autocráticas. Varios de los ministros de Banda le presentaron propuestas diseñadas para limitar sus poderes. Banda respondió destituyendo a cuatro de los ministros. Otros ministros dimitieron por afinidad. Los disidentes huyeron del país.

### Nueva constitución y consolidación del poder

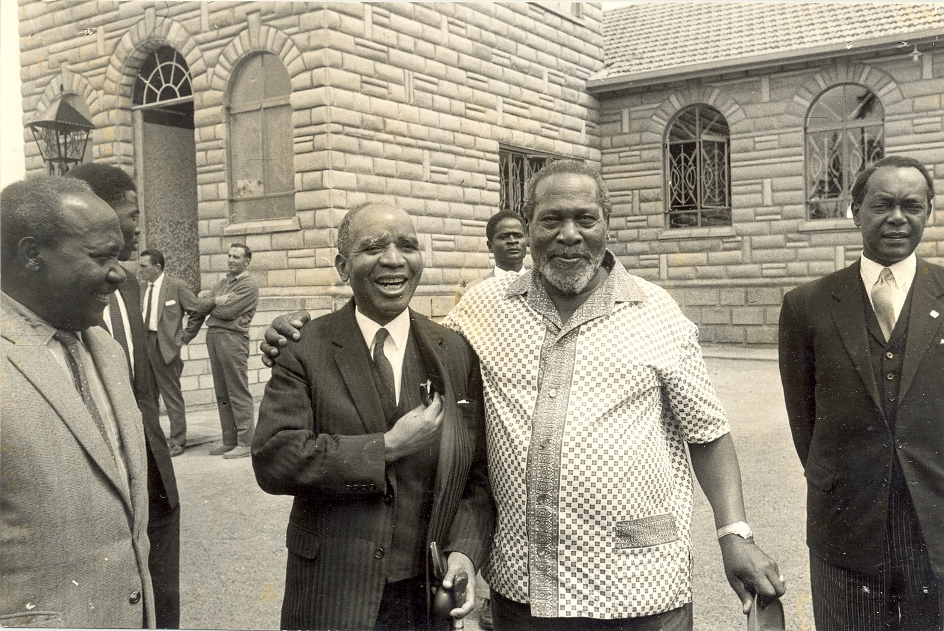
Hastings Banda con Jomo Kenyatta de Kenia, 1961.

Malaui adoptó una nueva constitución el 6 de julio de 1966, en la que el país fue declarado república. Banda fue elegido primer presidente del país por un mandato de cinco años; él era el único candidato. El nuevo documento otorgó a Banda amplios poderes ejecutivos y legislativos, y también convirtió formalmente al MCP en el único partido legal. Sin embargo, el país ya había sido un estado unipartidista de facto desde la independencia. La nueva constitución convirtió efectivamente la presidencia de Banda en una dictadura legal.
En 1970, un congreso del MCP declaró a Banda presidente vitalicio del partido. En 1971, la legislatura también declaró a Banda presidente vitalicio de Malaui. Durante el siguiente cuarto de siglo, su título completo fue "Su Excelencia el Presidente vitalicio de la República de Malawi, Ngwazi Dr. H. Kamazu Banda." El título "ngwazi" significa "salvador" o "conquistador" en chichewa.
Banda era visto principalmente externamente como un líder benigno, aunque excéntrico, una imagen fomentada por su traje de tres piezas de estilo inglés, pañuelo, bastón y ahuyentador de moscas a juego. En junio de 1967, la Universidad de Massachusetts le concedió un doctorado honoris causa con el elogio "... pediatra de su naciente nación". Sin embargo, esta imagen enmascaraba un régimen que era rígidamente autoritario incluso para los estándares africanos de la época. Si bien la constitución garantizaba nominalmente todo tipo de libertades civiles, su gobierno les prestó poca atención en la práctica. El propio Banda resumió sin rodeos su enfoque para gobernar el país diciendo: "Todo es asunto mío. Todo. Todo lo que diga es ley... literalmente ley". Dentro de Malaui, las opiniones sobre él variaban desde la devoción como culto, al miedo.